# 남한고등학교
남한고등학교(南漢高等學校)는 대한민국 경기도 하남시 덕풍동에 있는 공립 고등학교이다.

## 학교 연혁
- 1962년 1월 27일 : 남한원예고등학교 3학급 설립 인가
- 1962년 3월 1일 : 초대 곽노인 교장 취임
- 1965년 2월 15일 : 제1회 졸업
- 1980년 11월 1일 : 남한고등학교로 교명 변경
- 1985년 2월 28일 : 남한중학교 분리 이전
- 2011년 3월 1일 : 영어교육모델 창의경영학교 운영
- 2012년 3월 1일 : 창의인성 모델학교 운영
- 2014년 12월 16일 : 영어독서교육 으뜸학교 선정
- 2015년 12월 28일 : 교육과정 클러스터 운영교 선정
- 2021년 3월 1일 : 제19대 김진규 교장 취임, 고교학점제 선도학교 지정
- 2021년 6월 24일 : 학교민주주의지수 모니터링교 지정
- 2022년 3월 1일 : 신규 혁신학교 지정 운영
- 2023년 2월 8일 : 제59회 졸업식(졸업생 212명, 누계 15,737명)

## 학교 동문
1962년 개교 이래 남한고등학교(南漢高等學校)는 60년이 넘는 세월을 거치면서 1만 6천명에 이르는 졸업생을 배출하였고, 졸업생들은 사회에서 맡은 바 역할을 성실히 수행해 가며 이 사회를 떠받치는 동력으로 성장해 왔다.
하남시(河南市)에서 가장 오래되고, 배출한 졸업생과 배출된 인물이 가장 많은, 오늘의 남한고가 있기까지 남한고 동문들은 정치·경제·문화 등 사회 각 방면의 여러 영역에서 폭넓게 활동하고 있다. 
동문들은 모교발전에 기여할 수 있도록 후배들에게 자긍심을 심어주고 동문들의 소식과 각계 각층에서 활약하고 있는 동문들의 사회활동을 널리 알릴 수 있도록 노력이 필요하다. 
또한 후배들은 마음껏 공부할 수 있는 토대를 다져 다양한 방면에서 두각을 나타내어 미래 우수 인재가 되어야 한다.
남한고의 미래 발전 방향에 대한 선후배 동문 사이의 공감대가 형성이 되면서 모교 발전이 이루어지는 것이다. 
인재 배출의 요람인 남한고가 더욱 밝게 빛날 수 있도록 선후배 동문들 전체가 관심을 갖고 힘을 모아 한 단계 더 도약해야 한다.

[주요 인물]
- 강일구(姜一求) : [現] 대한민국 핸드볼 국가대표팀 감독, [前] 인천도시공사 핸드볼팀 핸드볼감독, 남한고 31회
- 구경서(具京書) : [前] 국민대 정치대학원 특임교수, 강남대 교양학부 겸임교수, 정치학박사, 남한고 17회
- 구본웅 : [現] 신우건설(주) 대표이사, 대한전문건설협회 경기도회 광주시협의회 회장
- 김귀성(金貴星) : [現] 경기도 무형문화재 제11호 조선장(造船匠: 우리 전통배를 만드는 장인), 명인(名人), 남한고 6회
- 김병대(金炳大) : [前] 경기 하남시의회 시의원(3대, 4대, 5대), 남한고 13회
- 김성두 : 한국연극협회 하남지부 지부장, 극단 한홀 대표, 남한고 26회
- 김시화(金是華) : [前] 경기 하남시의회 시의원(1대, 2대, 3대), 하남시의회 의장, 하남도시공사 사장, 남한고 12회
- 김영환(金榮煥) : [前] 경기도의회 도의원(제6, 7대), 경기도의회 자치행정위원회 위원장, 남한고 15회
- 김종하 : [現] 양평소방서 소방장, 에세이 <소방관 아빠 오늘도 근무 중> 저자
- 김창배 : [前] 하남도시개발공사 사업본부장, 하남시 전략개발사업단장, 하남시 기획예산담당관, 남한고 12회
- 나수연(羅樹衍) : [現] 변호사(辯護士), [前] 법무법인 한원 변호사
- 나영호 : [前] 하남시 산업경제과장, 하남시 총무과장, 남한고 11회
- 노용남(盧龍南) : [現] 하남농협 조합장, 남한고 15회
- 류권열 : [現] 한의사(韓醫師), 하남시 보듬한의원 원장
- 류민(柳敏) : [現] 롯데그룹 차장, 남한고 30회
- 박성립(朴性立) : [現] 하남시청 핸드볼 감독, [前] SK 슈가글라이더즈 감독, 남한고 28회
- 박순창(朴淳昌) : [前] 경기 하남시의회 시의원(4대), 민주평화통일자문회의 하남시협의회 회장, 하남새마을금고 이사, 남한고 3회
- 박영우 : 가수
- 박종환(朴鍾煥) : 영화배우, 남한고 37회
- 박찬용(朴贊龍) : [前] 베이징올림픽 핸드볼 국가대표, 남한고 34회
- 박태근 : 위즈덤하우스 편집본부장, 남한고 36회
- 백원철(白元喆) : [現] 남자핸드볼 국가대표 코치, [前] 하남시청 핸드볼코치, 남한고 31회
- 손동원(孫東元) : [前] 경기 광주시의회 시의원(제 4대)
- 심기홍(沈基弘) : [現] 국일카바링 대표, [前] 남한고등학교 총동문회 산하 남동장학회 회장, 남한고 15회
- 안임환(安臨煥) : [前] 하남문화원이사, 하남 향토문화연구소 연구위원, 하남 한성백제연구회 부회장, 남한고총동문회 사무국장
- 안종열(安鍾烈) : [現] 하남시 서부농협 조합장, 남한고 11회
- 엄범식 : [現] NH농협은행 경기영업본부 영업부장, 남한고 25회
- 유병기(兪炳璂) : [現] 하남문화원장, 하남 한성백제연구회 회장, 남한고 12회
- 유병훈(兪炳勳) : [前] 하남농협 조합장, 남한고 9회
- 유신목(兪信穆) : [前] 경기 하남시의회 시의원(5대)
- 유정수 : [現] 하남시 의회사무과 의정 팀장, 남한고 27회
- 유진설(兪鎭卨) : [前] 하남농협 이사, 덕풍1동 발전연구회 회장
- 유형욱(兪炯旭) : [前] 경기도의회 도의원(제4, 5, 6대), 남한고 15회
- 윤재군(尹在君) : [前] 경기 하남시의회 시의원(6대, 7대), 남한고 14회
- 윤진수 : [現] 공인회계사(公認會計士), 2005년 제40회 공인회계사 합격, 남한고 35회
- 이규옥 : [前] 하남시 행복도시사업단장, 하남시 자치행정국장, 남한고 12회
- 이승희(李承姬) : [現] 변호사(辯護士), [前] 법무법인 오현 변호사
- 이연구 : [現] 제6대 재단법인 하남문화재단 대표이사, 남한고 26회 ※ 하남문화재단은 하남역사박물관과 하남문화예술회관을 통합하여 설립되었다.
- 이왕섭(李旺燮) : [前] 재춘천(在春川) 강원대 동문회장, 강원대 경영학과 졸업, 남한고 27회
- 이용진 : [現] 외교부 공무원, 2008년도 외무고시 합격, 남한고 36회
- 이재식 : [前] 농협중앙회 하남시지부장
- 이정훈(李政訓) : [前] 경기도의회 도의원(제9대), 남한고 31회
- 임갑빈(任甲彬) : [前] 하남농협 조합장(제14대, 15대), 남한고 9회
- 임은수 : [現] 하남시 건설과 건설행정 팀장, 남한고 27회
- 임현배(林鉉培) : [前] 일간스포츠 광고국 국장, 위너스빌딩 대표
- 장영만(張泳晩) : [現] 변호사(辯護士), 장영만법률사무소 변호사, 제43회 사법고시 합격, 남한고 24회
- 정수영(鄭秀泳) : [現] SK호크스 핸드볼선수, [前] 핸드볼 국가대표, 남한고 40회
- 정승균(鄭承均) : [現] 변호사(辯護士), 공인노무사(公認勞務士), 법률사무소 일과사람 변호사, 경기지방노동위원회 공익위원, 남한고 40회
- 조세환 : [前] 하남시 주민생활지원국장, 하남시 자치행정국장, 남한고 4회
- 조영휘(趙英彙) : [前] 경기 하남시의회 시의원(2대, 3대), [前] 하남마블링시티 사장, 남한고 6회
- 조장희 : [前] 하남서부농협 조합장
- 조홍열 : [現] 세무법인 다경 세무사
- 채홍석(蔡洪錫) : 의사(醫師), 통증의학전문의, 서울시 은평구 대조동 그린미소 통증의학과  원장, 남한고 27회
- 최상렬 : [現] 농협 광교테크노밸리 지점장, [前] 농협 광주시청출장소장, 남한고 27회
- 최철규(崔哲圭) : [現] 제11대 하남도시공사 사장, [前] 제8대 경기도의회 의원
- 한두수 : [현] 공인회계사(公認會計士), 대현회계법인 이사, 2003년 제38회 공인회계사 합격, 남한고 28회
- 황규만 : [前] 예비역 대령, 국방부 국사연구위원, 남한고 4회
- 허정은(許廷銀) : [現] 부산지검 검사, [前]서울 중앙 지방 검찰청(서울中央地方檢察廳) 검사(檢事), 제49회 사법고시 합격, 남한고 38회

## 참고 자료
- 남한고등학교 - 한국교육학술정보원 학교알리미